# Sacerdozio
Sacerdozio è un termine apparentemente univoco ma che indica realtà abbastanza diverse a seconda dell'esperienza religiosa alla quale si riferisce.

Una raffigurazione di Giovanni Battista che conferisce il sacerdozio di Aaronne a due fedeli mormoni.

È un'istituzione propria di molte religioni antiche e moderne per la quale una persona viene ordinata sacerdote e assume la funzione di ministro del culto.

## Etimologia
La parola "sacerdozio" deriva dal latino sacerdotium, ed è composta da due parole: sacer e dotium .
1. Sacer ("sacro") è sinonimo di "separato", per indicare cose, persone o azioni non profane.
2. Dotium ("potere") deriva da "dote", analogo a "duce", "doce" con derivanti come docente, per indicare chi conduce, governa o amministra gli affari dell'ufficio competente.

Di conseguenza sacerdozio indica un potere sacro, una guida divina, amministrazione degli affari di Dio o degli dei.

## Nelle varie religioni

### Sacerdozio nel Cristianesimo

#### Sacerdozio nel Cattolicesimo
L'ordinazione sacerdotale è riservata soltanto agli uomini: in tempi recenti questa tradizione era stata ritenuta discutibile o di significato solamente disciplinare, pertanto Giovanni Paolo II nella lettera apostolica "Ordinatio sacerdotalis" del 1994 ha dichiarato che la Chiesa non ha facoltà di conferire alle donne l'ordinazione sacerdotale, con una sentenza da ritenere definitiva da tutti i fedeli della Chiesa.

##### Sacerdozio ministeriale
Nella dottrina cattolica l'espressione sacerdozio ministeriale indica il secondo e terzo grado del sacramento dell'ordine, chiamati rispettivamente presbiterato ed episcopato. Il sacerdote ministeriale ha la potestà di governo della chiesa, di presidenza dei sacramenti, e di annuncio ufficiale della Parola di Dio. Indicare i ministri di culto semplicemente come "sacerdoti" è teologicamente inesatto; meglio sarebbe la parola presbitero.

##### Il celibato sacerdotale
Il celibato sacerdotale è la prassi della Chiesa cattolica di rito latino di ordinare presbiteri e vescovi soltanto quei battezzati che hanno scelto il celibato per il Regno, oppure i vedovi non risposati. Non viene considerato un dogma di fede, ma una scelta ecclesiale; prova ne è il fatto che nelle chiese di rito orientale, incluse le chiese orientali in comunione con la Santa Sede, è prassi comune, specialmente dove manchino vocazioni al celibato sacerdotale, ordinare presbiteri uomini coniugati. Tuttavia, né nelle chiese latine né in quelle orientali è permesso ai sacerdoti ordinati di contrarre il sacramento del matrimonio.

#### Sacerdozio nelle Chiese ortodosse
Anche le Chiese ortodosse prevedono il sacerdozio ministeriale, ma a differenza della Chiesa cattolica possono accedere all'ordinazione sacerdotale anche gli uomini sposati; i vescovi vengono tuttavia scelti tra i sacerdoti celibi.

#### Sacerdozio nel Protestantesimo
Il sacerdozio nel protestantesimo, quello che nella dottrina cattolica è detto sacerdozio comune dei fedeli, è il sacerdozio battesimale, per il quale sono offerte sacrifici spirituali graditi a Dio (1 Pt 2,5).
Tale aspetto del sacerdozio è l'unico ammesso dal protestantesimo.

##### Sacerdozio nel Mormonismo
Nella Chiesa di Gesù Cristo dei Santi degli Ultimi Giorni, o Chiesa mormone, generalmente, tutti i maschi degni sono ordinati al sacerdozio. Dai 12 anni in su, sono ordinati al sacerdozio di Aaronne, o levitico, che pertiene, principalmente, alla celebrazione dei battesimi e del sacramento dell'ultima cena. Dai 18 in su, vengono ordinati al sacerdozio di Melchisedec che pertiene, principalmente, alla guida della Chiesa. Il clero non consiste in una classe separata retribuita (clero v. laici), con una educazione accademica in teologia, al contrario hanno una loro famiglia e un proprio lavoro. Nelle varie unità della Chiesa, i sacerdoti mormoni, sono chiamati ad assumere posizioni o a svolgere incarichi, su base volontaria, per un certo numero di anni per poi essere rilasciati e chiamati a nuove responsabilità.

### Sacerdozio nell'Ebraismo
Nel mondo ebraico la funzione del sacerdote è unicamente cultuale: era colui che offriva il sacrifici a nome del popolo e per il popolo e che attualmente impartisce la benedizione sacerdotale e che gode di alcuni privilegi legati alla sua condizione di kohen.
Il sacerdozio si trasmette per successione patrilineare, quando era ancora in funzione il Tempio erano organizzati in classi per i turni di servizio nel Tempio di Gerusalemme. A capo dei sacerdoti vi era il sommo sacerdote.